# Cryptandra tomentosa
Cryptandra tomentosa är en brakvedsväxtart som beskrevs av John Lindley. Cryptandra tomentosa ingår i släktet Cryptandra och familjen brakvedsväxter. Inga underarter finns listade i Catalogue of Life.